# Nürnberger Land járás
A Landkreis Nürnberger Land (magyarul Nürnbergi járás) egy bajor járás Közép-Frankföldben, 164 564 lakossal (2012).
Nürnberger Land járás Erlangen-Höchstadt, Nürnberg, Roth, Neumarkt in der Oberpfalz, Amberg-Sulzbach, Bayreuth és Forchheim járásokkal határos.

## Földrajzi fekvés
A német Fränkische Alb hegységhez közzel van. A legtöbb részt erdő borítja. A legnagyobb folyó a Pegnitz, amelyik észak felől nyugatra, Nürnbergbe folyik.

## Gazdaság
A környék gazdasága sokban függ Nürnbergtől, mert sok kis- és középvállalat nürnbergi cégeknek szállít be.

## Városok
- Lauf a.d. Pegnitz (26 279)
- Altdorf b. Nürnberg (15 336)
- Hersbruck (12 453)
- Röthenbach a.d. Pegnitz (12 076)
- Velden (1810)

## Politika

### A kistérségi közgyűlés
A adminisztráció feje (Landrat) Armin Kroder (FW).

### A közgyűlés
70 fős a közgyűlés (Kreistag), amely 2008. március 2. óta az alábbi szerkezettel működik:
- CSU: 26 szék
- SPD: 19 szék
- Független (Freie Wähler / FW): 13 szék
- Szövetség ’90/Zöldek: 8 szék
- FDP: 2 szék
- Republikánusok: 2 szék

### Címer
|  | A járás címere a fenti részen a nürnbergi címer, és alul az azúr részben pedig egy vízikerék látható, mely a sok középkori építésű vízikerekeket szimbolizálja. |

### Járási kapcsolatok
A Nürnbergi járás partnerei a Landkreis Annaberg, mely Szászországban fekszik, és a magyarországi Bács-Kiskun vármegye.

## Népesség
A járás népessége az elmúlt években az alábbi módon változott:
| Lakosok száma | 136 275 | 149 127 | 164 564 | 165 000 | 165 918 | 167 643 | 168 893 | 169 752 |
|               | 1970    | 1987    | 2012    | 2013    | 2014    | 2015    | 2016    | 2017    |